# روز تعطیلی چاقالو
روز تعطیلی چاقالو (انگلیسی: Fatty's Day Off) یک فیلم کوتاه کمدی به کارگردانی ویلفرد لوکاس است که در سال ۱۹۱۳ منتشر شد. بخش‌هایی از این فیلم در سال ۱۹۷۸ در کانادا پیدا شد.

## گزیدهٔ بازیگران
- راسکو آرباکل
- چارلز آوری
- مینتا دارفی